# Synagoge (Hoogeveen)

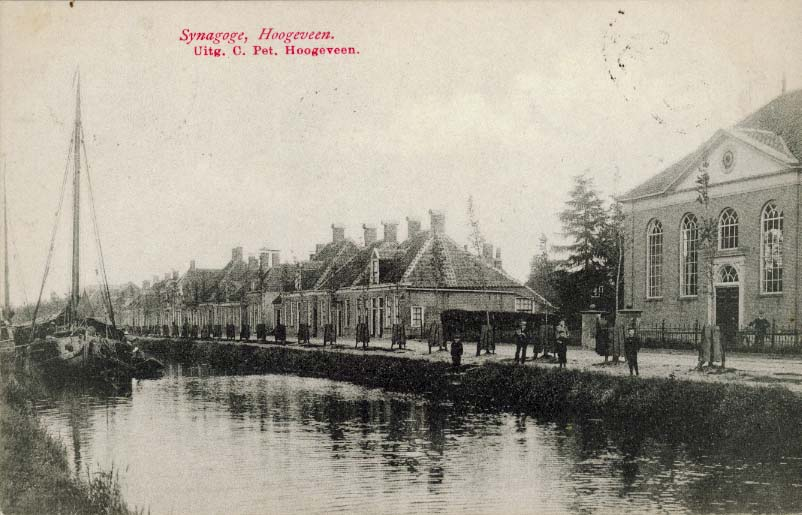
Postkarte mit der Synagoge in Hoogeveen (circa 1907)

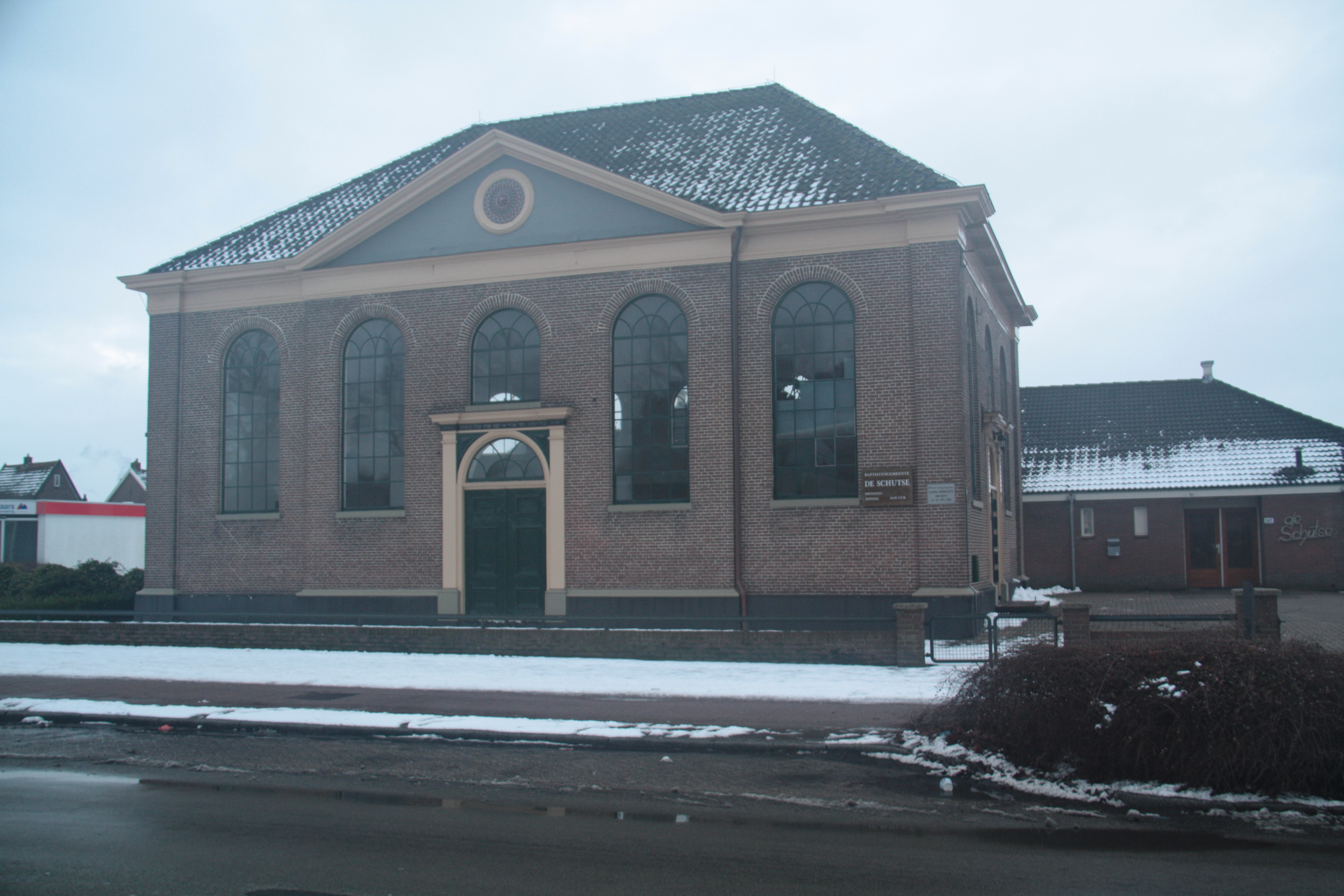
Aufnahme aus dem Jahr 2010

Die Synagoge in Hoogeveen, einer Gemeinde in der niederländischen Provinz Drenthe, wurde 1865/66 an der Stelle eines Vorgängerbaus aus dem Jahr 1799 errichtet. Die ehemalige Synagoge an der Schutstraat 147 ist als Rijksmonument ein geschütztes Kulturdenkmal. 

## Geschichte
Die Jüdische Gemeinde Hoogeveen hatte im Jahr 1869 mit 484 Mitgliedern ihren Höchststand erreicht. Sie war damit die zweitgrößte in der Provinz Drenthe und wurde nur von Meppel übertroffen.
Die jüdischen Bürger von Hoogeveen wurden während des Zweiten Weltkriegs von den deutschen Besatzern verfolgt und viele wurden in den Konzentrationslagern ermordet.
Da nach 1945 keine eigenständige jüdische Gemeinde in Hoogeveen entstand, wurde das beschädigte Synagogengebäude 1948 an die Niederländisch-reformierte Kirche verkauft. Im Jahr 1995 kauften die Baptisten das ehemalige Synagogengebäude und halten darin seither Gottesdienst.